# Kwas ferulowy
Kwas ferulowy (kwas 4-hydroksy-3-metoksycynamonowy) – organiczny związek chemiczny, pochodna kwasu cynamonowego.
Słabo rozpuszczalny w wodzie, dobrze rozpuszcza się m.in. w etanolu i glikolu propylenowym. Wykazuje działanie żółciopędne i lipotropowe.

## Występowanie
Kwas ferulowy występuje naturalnie w wielu roślinach, głównie w liściach, nasionach i korze drzew iglastych, w ziarnach pszenicy, ryżu, kukurydzy i żyta.
Zawiera go także:
- kapusta
- kora wierzby
- rzęsa
- szpinak
- ziele bodziszków
- ziele czartawy
- ziele gwiazdnic
- ziele widłaków
- ziele zapaliczki

## Potencjalne zastosowania medyczne
Kwas ferulowy, podobnie jak wiele innych fenoli jest przeciwutleniaczem i dezaktywuje rodniki, m.in. reaktywne formy tlenu, redukując stres oksydacyjny i tworzenie dimerów tymidynowych (powodujących uszkodzenia DNA i prowadząc do rozwoju chorób nowotworowych i przyspieszonego starzenia skóry). Badania na zwierzętach i in vitro wskazują, że kwas ferulowy może wykazywać bezpośrednią aktywność przeciw rakowi piersi i wątroby (kwas ferulowy może być czynnikiem pro-apoptycznym w komórkach rakowych, indukując ich samozniszczenie).
Badania laboratoryjne sugerują, że kwas ferulowy może działać także jako substancja przeciwdziałająca rozwojowi raka spowodowanego substancjami karcynogennymi, takimi jak benzopiren lub 1-tlenek 4-nitrochinoliny.